# Sunsiaré de Larcône
Suzy Durupt, connue sous le pseudonyme Sunsiaré de Larcône, est née le 28 juin 1935 à Rambervillers (Vosges) et morte le 29 septembre 1962 à Garches. Elle est l'auteur d'un unique roman, La Messagère, et  surtout connue pour être morte dans un accident de voiture en compagnie de Roger Nimier.

## Biographie
Son père est mécanicien et sa mère coiffeuse. Elle vit dans les Vosges puis à Oran. Elle arrive à Paris à 17 ans et devient modèle pour Boussac et Balenciaga. Elle est figurante dans des films de cinéma ou publicitaires. Elle est alors fascinée par Julien Gracq, fréquente notamment Raymond Abellio et Guy Dupré. 
Suzy Durupt a un fils, né en 1954, prénommé Caryl, mort en 2001. Elle se marie le 26 décembre 1958, dans le 16ème arrondissement de Paris, avec Ariel Casalis des Baux (mort en 1975).  
En 1962, Sunsiaré de Larcône publie un unique roman, La Messagère. Le 29 septembre de la même année, elle meurt dans un accident de la circulation dans l'Aston Martin DB4 de l'écrivain Roger Nimier. Le magazine Paris Match en date du 6 octobre 1962 fait paraître une photo des deux amants probables à la morgue de Garches, qui, selon la formule de Julien Gracq, les fait ressembler aux gisants des anciens tombeaux. 
Certains journaux ont également évoqué la possibilité qu'elle ait pu conduire l'automobile. 
Sunsiaré de Larcône est incinérée, et ses cendres sont déposées au columbarium du Père-Lachaise (case 20945).
L'écrivain Jean-Claude Brisville l'évoque dans son livre de souvenirs De mémoire (Stock, 1998, pages 180-185).

## Ouvrage
- La messagère, Gallimard, 1962.